# Ibsenåret 2006
Ibsenåret 2006 – seria uroczystości zainicjowanych w 2006 roku przez norweskie władze, ich celem było upamiętnienie 100. rocznicy śmierci pisarza Henrika Ibsena. Wydarzenia te były zaplanowane w ponad 50 państwach, między innymi w Chinach oraz w Egipcie.
20 marca 2006 roku w pekińskim Xingfucun Art Center zorganizowano wystawę poświęconą Henrikowi Ibsenowi, której inicjatorem było Norweskie Muzeum Ludowe. W tym samym dniu na Uniwersytecie Pekińskim miał miejsce koncert muzyczny, podczas którego norwescy i chińscy muzycy wykonywali utwory między innymi utwory muzyczne Edvarda Griega powstałe na podstawie dzieł literackich Ibsena.
27 października tego samego roku królowa Sonja złożyła oficjalną wizytę w Arabskiej Republice Egiptu, spotykając się z pierwszą damą Suzan Mubarak i z ministrem kultury Farukiem Husnim. Do Egiptu przybyli także minister kultury Trond Giske, minister sprawiedliwości Knut Storberget, były premier Kjell Magne Bondevik, a także goście specjalni: Tancred Ibsen (były ambasador Norwegii w Egipcie, prywatnie prawnuk Henrika Ibsena) wraz ze swoją żoną Elinor. W ramach upamiętnienia pisarza nieopodal kompleksu piramid w Gizie odegrano sztukę Peer Gynt. Tego samego dnia królowa Sonja wręczyła egipskiej pierwszej damie specjalną statuetkę zaprojektowaną przez Ninę Sundby.